# Nackt-Hafer
Der Nackt-Hafer (Avena nuda) ist eine Pflanzenart aus der Gattung Hafer (Avena) innerhalb der Familie der Süßgräser (Poaceae). Diese Haferart wird als nackt bezeichnet, weil die Spelze beim Dreschen vollständig abfällt.

## Beschreibung

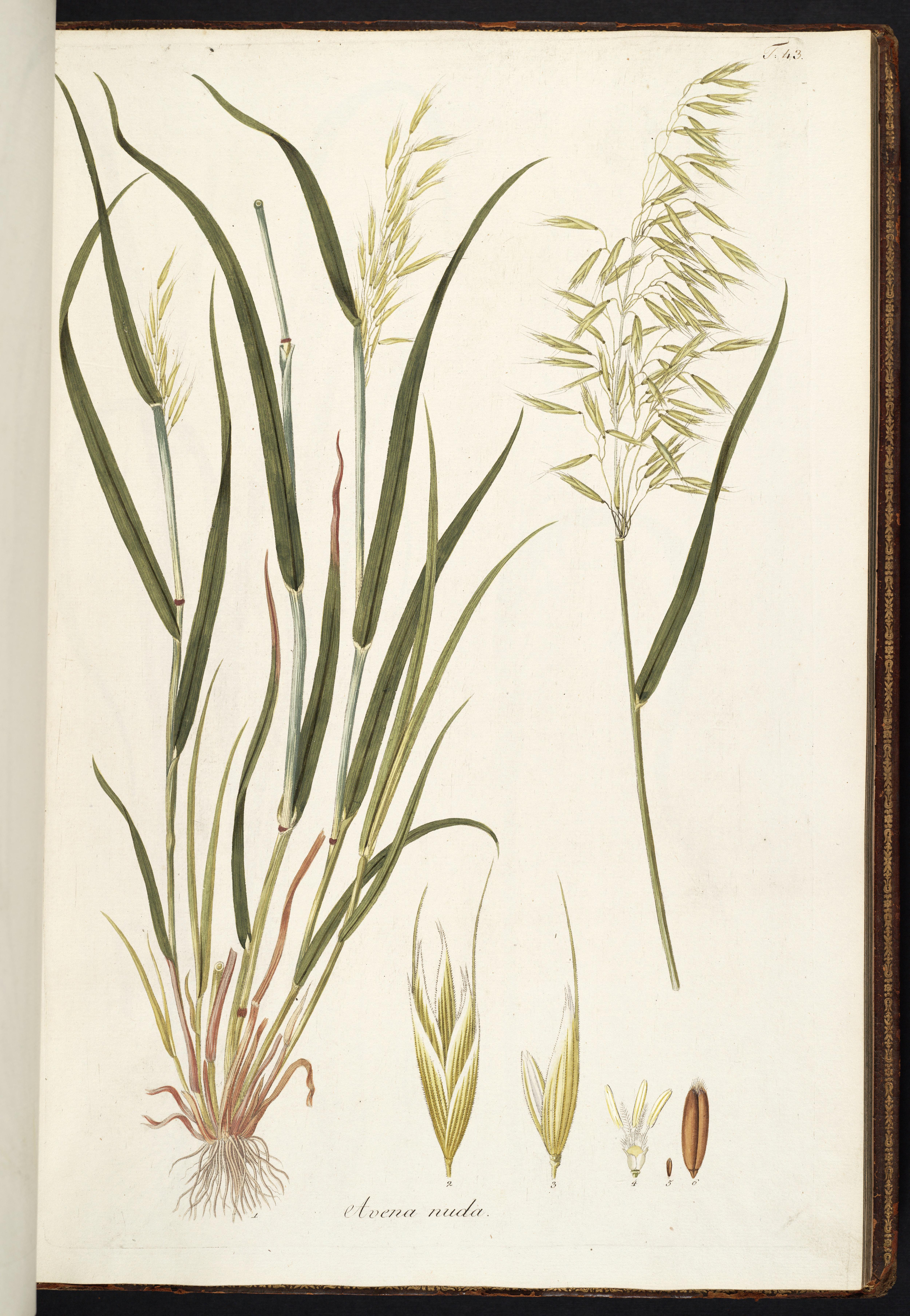
Illustration

### Vegetative Merkmale
Der Nackt-Hafer ist eine einjährige krautige Pflanze, die Wuchshöhen von 40 bis 80 Zentimetern erreicht. Er wächst „büschelig“ oder mit einzelnen Halmen. Die Halme sind glatt und kahl und in drei oder vier Knoten gegliedert.
Die wechselständig angeordneten Laubblätter sind in Blattscheide und -spreite gegliedert. Die Blattscheide ist stark gerieft und kahl. Die Blattspreiten sind bis 20 Zentimeter lang sowie 3 bis 7 Millimeter breit und beiderseits gerieft, kahl und auf den Nerven rau. Die Ligula (Blatthäutchen) ist ein 2 bis 5 Millimeter breiter, häutiger Saum.

### Generative Merkmale
Die Blütezeit reicht von Juni bis August. Der rispige Blütenstand ist bis zu 25 Zentimeter lang sowie 3 bis 6 Zentimeter breit und allseitswendig. Die Ährchenstiele sind dünn, kantig und rau. Die Ährchenachse ist mit 4 bis 8  Millimeter Länge auffallend lang und unter den Blütchen keulenförmig verdickt. Sie zerfällt zur Reifezeit nicht. Die Hüllspelzen sind untereinander fast gleich, neun- bis elfnervig, 14 bis 20 Millimeter lang, glatt und kahl. 
Die Deckspelzen besitzen am oberen Ende eine 1 bis 2, selten bis zu 3 Millimeter lange Grannenspitze. Die Deckspelze selbst ist dünnhäutig und besitzt neun bis elf stark hervortretende Nerven. Die Hüllspelzen sind deutlich kürzer als die Ährchen. Die Frucht ist nur locker von Deck- und Vorspelze eingehüllt. Die Ährchen sind drei- bis vierblütig und (ohne die Grannen) 18 bis 25 Millimeter lang. Bei der untersten Deckspelze entspringt im obersten Drittel eine 15 bis 20 Millimeter lang, ungekniete raue Granne. Die Staubbeutel sind 2 bis 2,5 Millimeter lang.
Die Frucht ist braun, 5 bis 6 Millimeter lang, im Umriss länglich und dicht behaart.
Die Chromosomenzahl beträgt 2n = 14.

## Vorkommen
Avena nuda kommt wild in Großbritannien, Portugal, Frankreich, Belgien, Dänemark, Deutschland, Österreich, Tschechien und Griechenland vor. Meist wächst er als Beikraut in Haferäckern. Er ist auf die colline Höhenstufe beschränkt. Eingeschleppt kommt die Art vor in Großbritannien, Dänemark, im Baltikum, in Belarus, in der Ukraine und in China. In Mitteleuropa gibt es unbeständige Vorkommen in Bayern, Hessen, Mecklenburg-Vorpommern, Sachsen, Berlin, Hamburg, Belgien und in der Schweiz.

## Taxonomie
Die Erstveröffentlichung von Avena nuda erfolgte 1753 durch Carl von Linné in Demonstrationes Plantarum in Horto Upsaliensi ....

## Evolution
Einer 2023 veröffentlichten Studie zufolge ergab sich nach DNA-Sequenzierung folgendes Ergebnis: Die Entwicklungslinien von Nackt-Hafer und Saat-Hafer (Avena sativa) haben sich vor ca. 51.000 Jahren getrennt. Beide Arten wurden offenbar unabhängig voneinander domestiziert.

## Verwendung
Nackt-Hafer wird kaum angebaut, in der Vergangenheit wahrscheinlich häufiger.
Er hat einen im Vergleich zu anderen Haferarten höheren Gehalt an Fett- und Bitterstoffen. Dem Nackt-Hafer wird ein hoher Stellenwert in der Vollwerternährung eingeräumt, so zum Beispiel bei der Verarbeitung zu Frischkornbrei oder als Futtermittel für die Pferdezucht.